# بلیسمس
بلیسمس (به فرانسوی: Blesmes) یک کمون در فرانسه است که در ان (ا-دو-فرانس) واقع شده‌است. بلیسمس ۹٫۷ کیلومتر مربع مساحت دارد ۱۲۳ متر بالاتر از سطح دریا واقع شده‌است.